# Пранди
Пранди (ест. Prandi jõgi) малена је река у Естонији која протиче југозападним делом земље преко територије округа Јарвама. Лева је притока реке Парну и део басена Ришког залива Балтичког мора.
Извире на подручју Средњоестонске равнице код села Пранди, где представља отоку маленог језера Пранди Аликајарв. У горњем делу тока јако меандрира, док је у средњем и доњем делу корито знатно равније. Тече углавном у смеру југозапада. Укупна дужина водотока је 25 km, површина сливног подручја око 285 km², а просечан проток између 2,5 и 2,7 m³/s. Укупан пад корита је 11,3 метара, односно у просеку 0,45 метара по километру тока. Максимална ширина корита у доњем делу тока је до 50 метара.